# Великий Юрій Юрійович
Юрій Юрійович Великий (нар. 5 червня 1980) — український комік, пародист, гуморист, колишній учасник дуету «Брати Шумахери» (Урмас Шумахер) разом з Сергієм Цвіловським (Франц Шумахер).

## Біографія
Закінчив школу № 6 1997 року у Подільську.
Закінчив Одеський національний морський університет: 2002 рік —диплом з морського права, 2006 — управління морським транспортом. Познайомився там з Сергієм Цвіловським, учасником університетської команді КВК «Флибустьєри». Вони разом стали грати у «Флибустьєрах». СТЕМи, грали в команді «Нова реальність». 2005 року стали виступати як дует Брати Шумахери, виступали на шоу «Comedy Morgan» на ТРК «Глас» в Одесі.
Був учасником і автором гумористичних телепроєктів України: «Бійцівський клуб», «Київ Вечірній», «Вечірній Квартал» студії «Квартал 95», «Шоу Братів Шумахерів» на телеканалі «Україна».
2019 року повернувся до «Вечірнього кварталу».
У січні 2024 року гумористичний номер Юрія про вимушену переселенку з міста Скадовськ, яка вивчала українську мову, викликав великий суспільний резонанс. Юрій вибачився за образи та участь у номері.

## Особисте життя
Захоплюється збиранням моделей кораблів. У 2024 році одружився, Аліна Велика.

## YouTube
Від 3 травня 2019 року веде YouTube-канал з гумористичними відео.
31 серпня 2023 року набрав 1 мільйон підписників.

## Телебачення
- Вища Ліга КВН
- Comedy Morgan
- «Бійцівський клуб»
- «Київ Вечірній»
- «Вечірній Квартал»
- «Шоу Братів Шумахерів»
- 2013 — новорічний фільм 1+1 вдома[15]
- «Що? Де? Коли?»
- український «Брейн-ринг»[16]
- Бункер